# Louis Fles
Levie Jacob "Louis" Fles (Maassluis, 19 oktober 1871 – Amsterdam, 24 mei 1940) was een Nederlands zakenman, activist en auteur. Louis Fles is vooral bekend geworden door hoe hij schreef en uitzond tegen het zionisme, georganiseerde religie en het nationaalsocialisme. 
Louis werd geboren als kind van diamantbewerker Jacob Levie Fles en winkelierster in manufacturen Saartje van Blijdestein. Fles trouwde op 13 augustus 1896 met Zippora Henriette "Celine" van Straten. Zij kregen vier dochters (Mina, Rosine, Henriette en Clara) en twee zonen (Barthold en George). Ondanks zijn Joodse achtergrond wees hij het jodendom en het zionisme af en was een fel voorstander van Joodse assimilatie. Als atheïstisch activist was hij lid van vrijdenkersvereniging De Dageraad. Hij had een ingewikkelde verstandhouding met de Sociaal-Democratische Arbeiderspartij, die naar zijn mening vooral secularisme diende te bevorderen en geen plaats schenken aan zogenaamd religieus-socialisme zoals dat onder meer werd voorgesteld door Henri Polak.
Fles bekritiseerde het nationaalsocialisme krachtig, onder meer in zijn boek Hitler, hervormer of misdadiger? (1933) dat hij publiceerde onder het pseudoniem Dr. W. Bottema C.Az. Hij hield toespraken voor de Vrijdenkers Radio Omroep, die vaak vanwege de controversiële inhoud werden gecensureerd door de Radio Omroep Controle Commissie; een radiorede vol religiekritiek getiteld 'Los van de kerk' (1933) werd zelfs in zijn geheel geschrapt. In 1936 maakte Fles deel uit van het Uitvoerend Comité van de tentoonstelling De Olympiade Onder Dictatuur, die georganiseerd werd als alternatief voor de met de Olympische Spelen in Berlijn verbonden 'Kunstolympiade'. Enkele dagen nadat Nederland capituleerde tegenover Nazi-Duitsland in mei 1940, pleegde Fles zelfmoord door zichzelf te vergiftigen.